# Nicole Romeo
Nicole Elaine Romeo (Adelaide, 29 agosto 1989) è un'ex cestista australiana naturalizzata italiana.

## Carriera

### Nei club
Di ruolo guardia, viene ingaggiata nel gennaio 2019 da Ragusa in Serie A1.

### In Nazionale
Viene convocata con l'Italia ai Campionati europei del 2019.

## Statistiche

### Cronologia presenze e punti in Nazionale
| Cronologia completa delle presenze e dei punti in Nazionale - Italia | Cronologia completa delle presenze e dei punti in Nazionale - Italia | Cronologia completa delle presenze e dei punti in Nazionale - Italia | Cronologia completa delle presenze e dei punti in Nazionale - Italia | Cronologia completa delle presenze e dei punti in Nazionale - Italia | Cronologia completa delle presenze e dei punti in Nazionale - Italia | Cronologia completa delle presenze e dei punti in Nazionale - Italia | Cronologia completa delle presenze e dei punti in Nazionale - Italia |
| Data                                                                 | Città                                                                | In casa                                                              | Risultato                                                            | Ospiti                                                               | Competizione                                                         | Punti                                                                | Note                                                                 |
| -------------------------------------------------------------------- | -------------------------------------------------------------------- | -------------------------------------------------------------------- | -------------------------------------------------------------------- | -------------------------------------------------------------------- | -------------------------------------------------------------------- | -------------------------------------------------------------------- | -------------------------------------------------------------------- |
| 17-11-2018                                                           | Slavonski Brod                                                       | Croazia                                                              | 52 - 64                                                              | Italia                                                               | Qual. Euro 2019 - Girone H                                           | 10                                                                   | [ 2 ]                                                                |
| 21-11-2018                                                           | La Spezia                                                            | Italia                                                               | 62 - 56                                                              | Svezia                                                               | Qual. Euro 2019 - Girone H                                           | 6                                                                    | [ 3 ]                                                                |
| 31-5-2019                                                            | Pordenone                                                            | Italia                                                               | 66 - 69                                                              | Ucraina                                                              | Amichevole                                                           | 14                                                                   | [ 4 ]                                                                |
| 1-6-2019                                                             | Ponzano Veneto                                                       | Italia                                                               | 99 - 77                                                              | Ucraina                                                              | Amichevole                                                           | 27                                                                   | [ 5 ]                                                                |
| 8-6-2019                                                             | Saragozza                                                            | Belgio                                                               | 49 - 60                                                              | Italia                                                               | Torneo amichevole                                                    | 3                                                                    | [ 6 ]                                                                |
| 9-6-2019                                                             | Saragozza                                                            | Russia                                                               | 62 - 54                                                              | Italia                                                               | Torneo amichevole                                                    | 7                                                                    | [ 7 ]                                                                |
| 14-6-2019                                                            | Broni                                                                | Italia                                                               | 71 - 67                                                              | Bielorussia                                                          | Amichevole                                                           | 6                                                                    | [ 8 ]                                                                |
| 15-6-2019                                                            | Parma                                                                | Italia                                                               | 73 - 56                                                              | Bielorussia                                                          | Amichevole                                                           | 11                                                                   | [ 9 ]                                                                |
| 21-6-2019                                                            | Wevelgem                                                             | Belgio                                                               | 79 - 76                                                              | Italia                                                               | Amichevole                                                           | 7                                                                    | [ 10 ]                                                               |
| 22-6-2019                                                            | Courtrai                                                             | Belgio                                                               | 76 - 65                                                              | Italia                                                               | Amichevole                                                           | 13                                                                   | [ 11 ]                                                               |
| 27-6-2019                                                            | Niš                                                                  | Turchia                                                              | 54 - 57                                                              | Italia                                                               | EuroBasket 2019 - Primo turno, Gruppo C                              | 5                                                                    | [ 12 ]                                                               |
| 28-6-2019                                                            | Niš                                                                  | Italia                                                               | 51 - 59                                                              | Ungheria                                                             | EuroBasket 2019 - Primo turno, Gruppo C                              | 7                                                                    | [ 13 ]                                                               |
| 30-6-2019                                                            | Niš                                                                  | Italia                                                               | 75 - 57                                                              | Slovenia                                                             | EuroBasket 2019 - Primo turno, Gruppo C                              | 4                                                                    | [ 14 ]                                                               |
| 2-7-2019                                                             | Belgrado                                                             | Italia                                                               | 54 - 63                                                              | Russia                                                               | EuroBasket 2019 - Qualif. ai quarti di finale                        | 2                                                                    | [ 15 ]                                                               |
| 14-11-2019                                                           | Cagliari                                                             | Italia                                                               | 52 - 62                                                              | Rep. Ceca                                                            | Qual. Euro 2021 - Girone D                                           | 2                                                                    | [ 16 ]                                                               |
| 13-11-2020                                                           | Riga                                                                 | Romania                                                              | 68 - 90                                                              | Italia                                                               | Qual. Euro 2021 - Girone D                                           | 7                                                                    | [ 17 ]                                                               |
| 15-11-2020                                                           | Riga                                                                 | Rep. Ceca                                                            | 63 - 69                                                              | Italia                                                               | Qual. Euro 2021 - Girone D                                           | 0                                                                    | [ 18 ]                                                               |
| 4-2-2021                                                             | Istanbul                                                             | Italia                                                               | 101 - 55                                                             | Danimarca                                                            | Qual. Euro 2021 - Girone D                                           | 9                                                                    | [ 19 ]                                                               |
| 6-2-2021                                                             | Istanbul                                                             | Italia                                                               | 81 - 66                                                              | Romania                                                              | Qual. Euro 2021 - Girone D                                           | 15                                                                   | [ 20 ]                                                               |
| Totale                                                               |                                                                      | Presenze                                                             | 19                                                                   |                                                                      | Punti                                                                | 155                                                                  |                                                                      |

## Palmarès
- Campionato australiano: 1

Canberra Capitals: 2009-10
- Campionato tedesco: 1

TSV 1880 Wasserburg: 2014-15
- Coppa di Germania: 1

TSV 1880 Wasserburg: 2015
- Coppa Italia: 1

Ragusa: 2019